# Todorka Jordanova
Todorka Jordanova (in bulgaro Тодорка Йорданова?; 3 gennaio 1956) è un'ex cestista bulgara.

## Carriera
Con la Bulgaria ha disputato i Giochi olimpici di Monréal 1976 e i Campionati europei del 1976.